# Непал Растра банк
Непал Растра банк (непальск. नेपाल राष्ट्र बैंक, англ. Nepal Rastra Bank) — центральный банк Непала.

## История
1 июня 1945 года выпущены первые непальские бумажные денежные знаки — билеты правительства Непала. С сентября 1945 года их выпуск продолжило Центральное казначейство.
В 1955 году принят Акт о государственном банке. 26 апреля 1956 года Непал Растра банк начал операции, а в 1960 году — выпуск банкнот.